# Eduard Looijenga
Eduard J. N. Looijenga (Zaandam, 30 de setembro de 1948) é um matemático neerlandês, que trabalha com geometria algébrica, em especial teoria das singularidades (também na topologia diferencial).
Looijenga estudou matemática a partir de 1965 na Universidade de Amsterdã, com o diploma em 1971. Em seguida esteve até 1973 no Institut des Hautes Études Scientifiques (IHES). Em 1974 obteve um doutorado na Universidade de Amsterdã, orientado por Nicolaas Kuiper, com a tese Structural stability of smooth families of {\displaystyle C^{\infty }}-functions. No pós-doutorado esteve na Universidade de Liverpool e foi a partir de 1975 professor na Universidade Radboud de Nijmegen. Em 1987 foi professor em Amsterdã e em 1991 na Universidade de Utrecht.
Em 1990 foi professor visitante na Universidade de Michigan e em 1991 na Universidade de Utah. Foi pesquisador convidado no Instituto de Estudos Avançados de Princeton (1987), diversas vezes no IHES, no Tata Institute of Fundamental Research, no Mathematical Sciences Research Institute, na Escola Normal Superior de Pisa, no Instituto Mittag-Leffler, na Rheinische Friedrich-Wilhelms-Universität Bonn, na Universidade Columbia, na Universidade Yale e na Universidade Tsinghua.
Foi palestrante convidado do Congresso Internacional de Matemáticos em Helsinque (1978: Homogeneous spaces associated to certain semi-universal deformations).
É membro da Academia Real das Artes e Ciências dos Países Baixos (1995) e desde 2012 fellow da American Mathematical Society.
Em 2013 foi organizada uma conferência em comemoração a sua aposentadoria na Universidade de Utrecht.

## Obras
- com C.G. Gibson, K. Wirthmüller, A. du Plessis Topological Stability of Smooth Mappings, Lecture Notes in Mathematics 552, Springer Verlag 1976
- Isolated singular points on complete intersections, London Mathematical Society Lecture Note Series, Cambridge University Press 1984
- The complement of the bifurcation variety of a simple singularity, Inv. Math. 23, 1974, p. 105–116
- A period mapping for certain semi-universal deformations, Composition Mathematica, Volume 30, 1974, p. 299–316
- Root Systems and Elliptic Curves, Invent. Math. 38, 1976, p. 17–32
- On the semi-universal deformation of a simple elliptic singularity, Parte 1, Topology, Volume 16, 1977, 257-262, Volume 17, 1978, 23-40
- Invariant theory for generalized root systems, Inv. Math. 61, 1980, 1-32
- Rational surfaces with an anticanonical cyle, Annals of Mathematics, 114, 1981
- Intersection theory on Deligne-Mumford compactification, Sem. Bourbaki 768, Astérisque, Volume 216, 1993, p. 187–212
- com C. Faber (Ed.): Moduli of curves and abelian varieties, Vieweg 1999